# Años 290 a. C.
Los años 290 antes de Cristo transcurrieron entre los años 299 a. C. y 290 a. C.

## Acontecimientos
- 292 a. C.: en la isla de Rodas (Grecia) se empieza a construir el Coloso de Rodas, gran estatua de hierro recubierto en bronce, dedicada al dios griego Helios, realizada por el escultor Cares de Lindos. Será destruida por un terremoto en el 226 a. C. Fue considerada una de las Siete maravillas del mundo antiguo.
- 291 a. C.: termina el reinado del sexto emperador de Japón, Kōan.